# Aaron’s Party (Come Get It)
Aaron's Party (Come Get It) é o segundo álbum de estúdio do cantor estadunidense Aaron Carter. Foi lançado em 26 de setembro de 2000, tornando-se o seu primeiro lançamento pela Jive Records. Aaron's Party (Come Get It) produziu os singles "Aaron's Party (Come Get It)" e "I Want Candy" em 2000 e "That's How I Beat Shaq" e "Bounce" em 2001. O lançamento do álbum, rendeu a Carter o seu lançamento de maior êxito comercial nos Estados Unidos, atingindo vendas de três milhões de cópias, levando-o a receber a certificação de platina tripla pela Recording Industry Association of America (RIAA).

## Lista de faixas
| Aaron’s Party (Come Get It) - edição padrão |                                   |         |  |
| N.º                                         | Título                            | Duração |  |
| 1.                                          | "Introduction: Come to the Party" | 0:21    |  |
| 2.                                          | "Aaron's Party (Come Get It)"     | 3:24    |  |
| 3.                                          | "I Want Candy"                    | 3:13    |  |
| 4.                                          | "Bounce"                          | 3:19    |  |
| 5.                                          | "My Internet Girl"                | 4:00    |  |
| 6.                                          | "That's How I Beat Shaq"          | 3:25    |  |
| 7.                                          | "The Clapping Song"               | 2:57    |  |
| 8.                                          | "Iko Iko"                         | 2:41    |  |
| 9.                                          | "Real Good Time"                  | 3:14    |  |
| 10.                                         | "Tell Me What You Want"           | 3:13    |  |
| 11.                                         | "Girl You Shine"                  | 3:22    |  |
| Duração total:                              | Duração total:                    | 36:46   |  |

| Aaron’s Party (Come Get It) - faixas bônus em diferentes países |                                 |         |  |
| N.º                                                             | Título                          | Duração |  |
| 12.                                                             | "Life Is a Party"               | 3:25    |  |
| 13.                                                             | "(Have Some) Fun With the Funk" | 3:32    |  |
| 14.                                                             | "Hang on sloopy"                | 3:21    |  |

Notas
- Todas as canções do álbum foram separadas por interlúdios (exceto após a faixa 12 em lançamentos com faixas bônus), anexadas no fim da faixa anterior. Sua duração varia de um segundo, como o que recebeu o título de "Let's Go", até uma esquete de um minuto, intitulada "Teacher".

## Desempenho nas tabelas musicais
| Paradas (2000)                 | Melhor posição |
| ------------------------------ | -------------- |
| Austrália - ARIA               | 97             |
| Canadá - RPM                   | 54             |
| Países Baixos - Album Top 100  | 76             |
| Alemanha - Offizielle Top 100  | 82             |
| Suécia - Sverigetopplistan     | 57             |
| Estados Unidos - Billboard 200 | 4              |

| Paradas (2001)                 | Posição |
| ------------------------------ | ------- |
| Estados Unidos - Billboard 200 | 35      |

### Vendas e certificações
| Região                                                                                             | Certificação | Vendas     |
| -------------------------------------------------------------------------------------------------- | ------------ | ---------- |
| Canadá (Music Canada)                                                                              | Ouro         | 50,000^    |
| Estados Unidos (RIAA)                                                                              | 3× Platina   | 3,000,000^ |
| *números de vendas baseados somente na certificação ^distribuições baseadas apenas na certificação |              |            |